# Lee Jong-wook (baseball)
Dans ce nom coréen, le nom de famille, Lee, précède le nom personnel.
Pour les articles homonymes, voir Lee Jong-Wook.
Lee Jong-wook (né le 18 juin 1980 à Séoul en Corée du Sud) est un joueur coréen de baseball qui joue avec les NC Dinos de Changwon dans la ligue sud-coréenne de baseball.
Il a obtenu la médaille d'or de baseball lors des Jeux olympiques 2008 à Pékin.

## Statistiques de joueur
| Saison        | Âge           | Équipe        | Ligue         | Jeux | AB   | R   | H   | 2B | 3B | HR | RBI | SB  | CS | BB  | SO  | AVE   | OBP   | SLG   | BA  | SH | SF | HBP | GDP |
| ------------- | ------------- | ------------- | ------------- | ---- | ---- | --- | --- | -- | -- | -- | --- | --- | -- | --- | --- | ----- | ----- | ----- | --- | -- | -- | --- | --- |
| 2006          | 26            | Doosan Bears  | LCB           | 120  | 388  | 76  | 110 | 14 | 6  | 1  | 32  | 51  | 7  | 40  | 60  | 0.284 | 0.359 | 0.358 | 139 | 12 |    | 7   | 1   |
| 2007          | 27            | Doosan Bears  | LCB           | 123  | 465  | 84  | 147 | 20 | 12 | 1  | 46  | 47  | 14 | 48  | 74  | 0.316 | 0.417 | 0.382 | 194 | 10 |    | 4   | 6   |
| 2008          | 28            | Doosan Bears  | LCB           | 122  | 458  | 98  | 138 | 14 | 5  | 0  | 28  | 47  | 8  | 52  | 53  | 0.302 | 0.378 | 0.376 | 162 | 8  |    | 4   | 4   |
| Total carrera | Total carrera | Total carrera | Total carrera | 365  | 1311 | 258 | 395 | 48 | 23 | 2  | 106 | 145 | 29 | 140 | 187 | 0.301 | 0.378 | 0.373 | 495 | 30 |    | 15  | 11  |